# Sekirnik
Sekirnik je priimek več znanih Slovencev:
- Janko Sekirnik (1921—1996), generalpodpolkovnik JLA, narodni heroj Jugoslavije
- Vinko Sekirnik, partizanski komandant